# Juncus compressus
Jonc à tiges comprimées
Espèce
Statut de conservation UICN

 LC  : Préoccupation mineure
Juncus compressus, le Jonc à tiges comprimées, est une espèce de plantes à fleurs de la famille des Joncacées. C'est une plante herbacée originaire d'Eurasie.

## Description

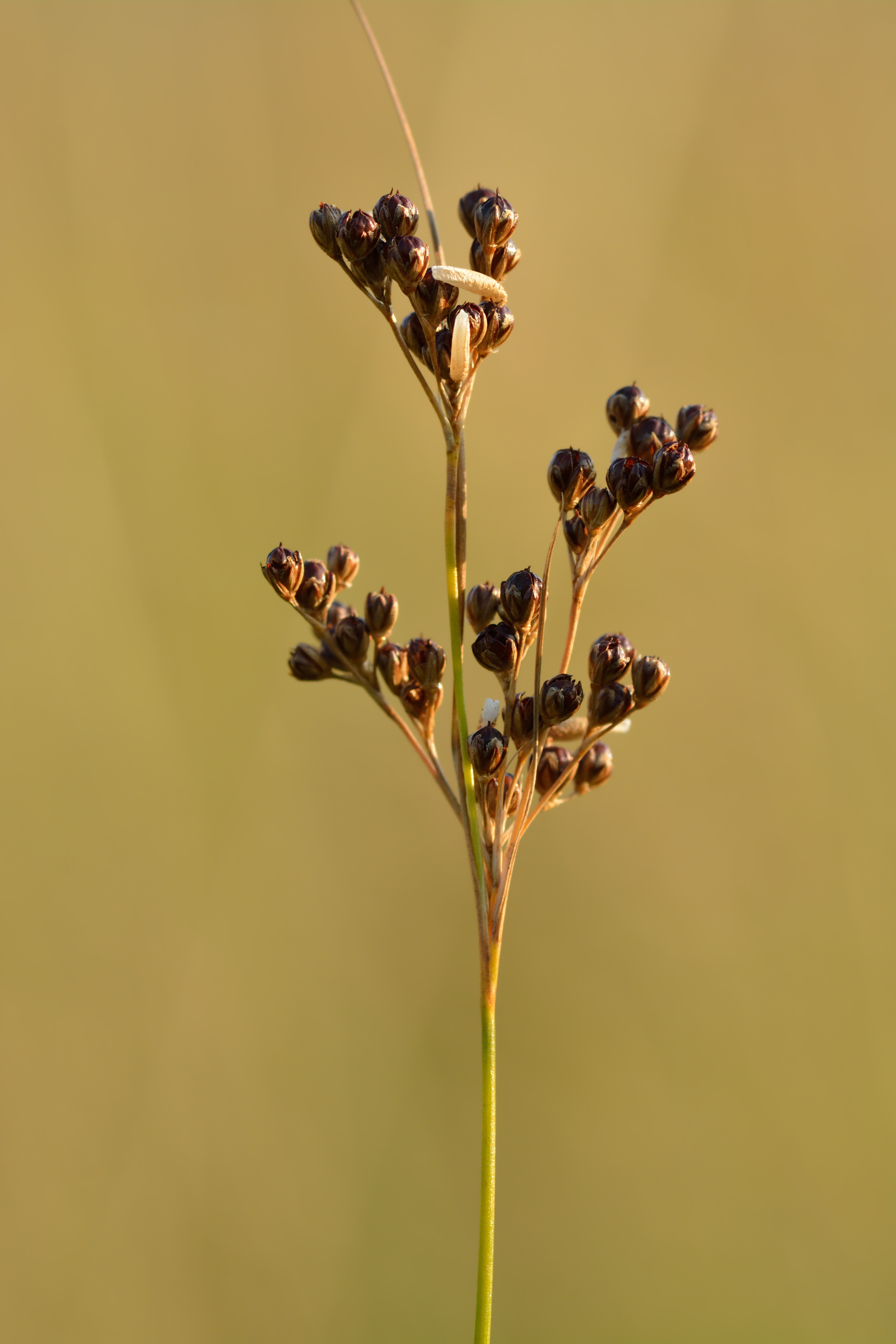
Juncus compressus.

## Répartition
- Eurasie continentale (dont la France)
- introduit en Amérique du Nord (États-Unis, Canada)

## Nomenclature
Selon World Checklist of Selected Plant Families (WCSP) (9 juillet 2013) :
- Juncus compressus Jacq., Enum. Stirp. Vindob.: 60, 235 (1762)